# Louis Jacquier (homme politique et journaliste)
Louis Jacquier (nom d’usage de Jean-Louis Jacquier) est un homme politique français né le 26 octobre 1835 à Belfort (Haut-Rhin) et décédé le 27 février 1915 à Lyon (Rhône).
Ouvrier dans la compagnie de chemin de fer Paris-Lyon-Marseille, il est aussi journaliste, opposant au second Empire. Conseiller municipal de Sainte-Foy-lès-Lyon, puis maire. Il est député du Rhône de 1885 à 1889 et soutient les gouvernements opportunistes. Nommé entreposeur de tabacs à Lyon en 1891, il est conseiller du deuxième arrondissement de Lyon de 1904 à 1908.

## Source
- « Louis Jacquier (homme politique et journaliste) », dans Adolphe Robert et Gaston Cougny, Dictionnaire des parlementaires français, Edgar Bourloton, 1889-1891 [détail de l’édition]
- « Louis Jacquier (homme politique et journaliste) », dans le Dictionnaire des parlementaires français (1889-1940), sous la direction de Jean Jolly, PUF, 1960 [détail de l’édition]